# Neue Bahnstadt Opladen

Logo der Neuen Bahnstadt Opladen

Die Neue Bahnstadt Opladen (eigene Schreibweise: neue bahnstadt opladen) ist ein gemeinsames Projekt der Stadt Leverkusen und der Deutsche Bahn AG zur Nachnutzung ehemaliger Bahnflächen im Stadtteil Opladen im Rahmen der Regionale 2010. Das Projekt, bei dem eine Fläche von 72 ha umgestaltet werden soll, erhebt den Anspruch, beispielhaft Strategien und Lösungsansätze für die Reaktivierung nicht mehr genutzter Bahn- und Brachflächen aufzuzeigen. Das Projekt wird durch die Projektgesellschaft neue bahn stadt :opladen GmbH vertreten.

## Vorgeschichte

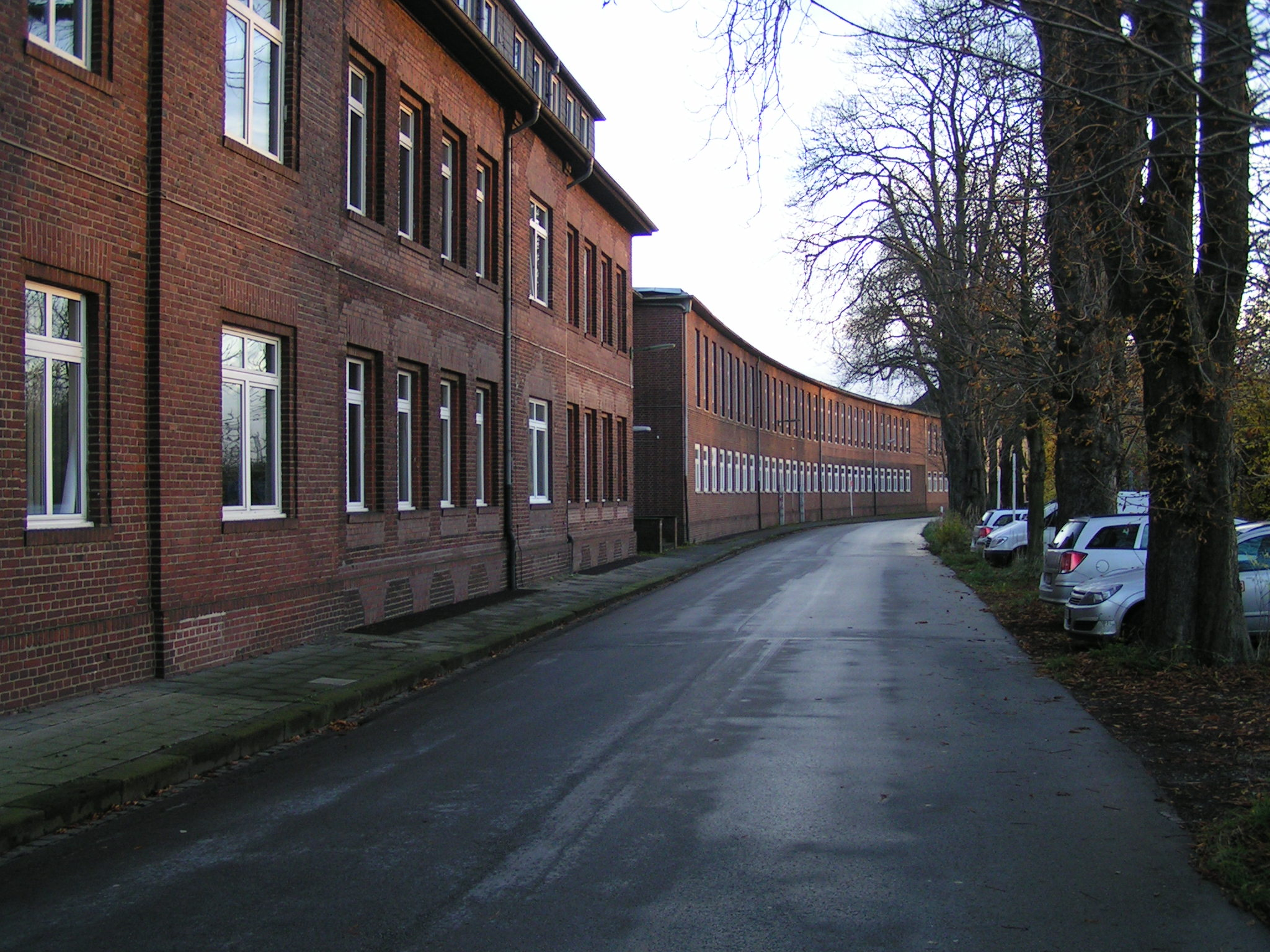
Die Werkstättenstraße am Rande des ehemaligen Ausbesserungswerks

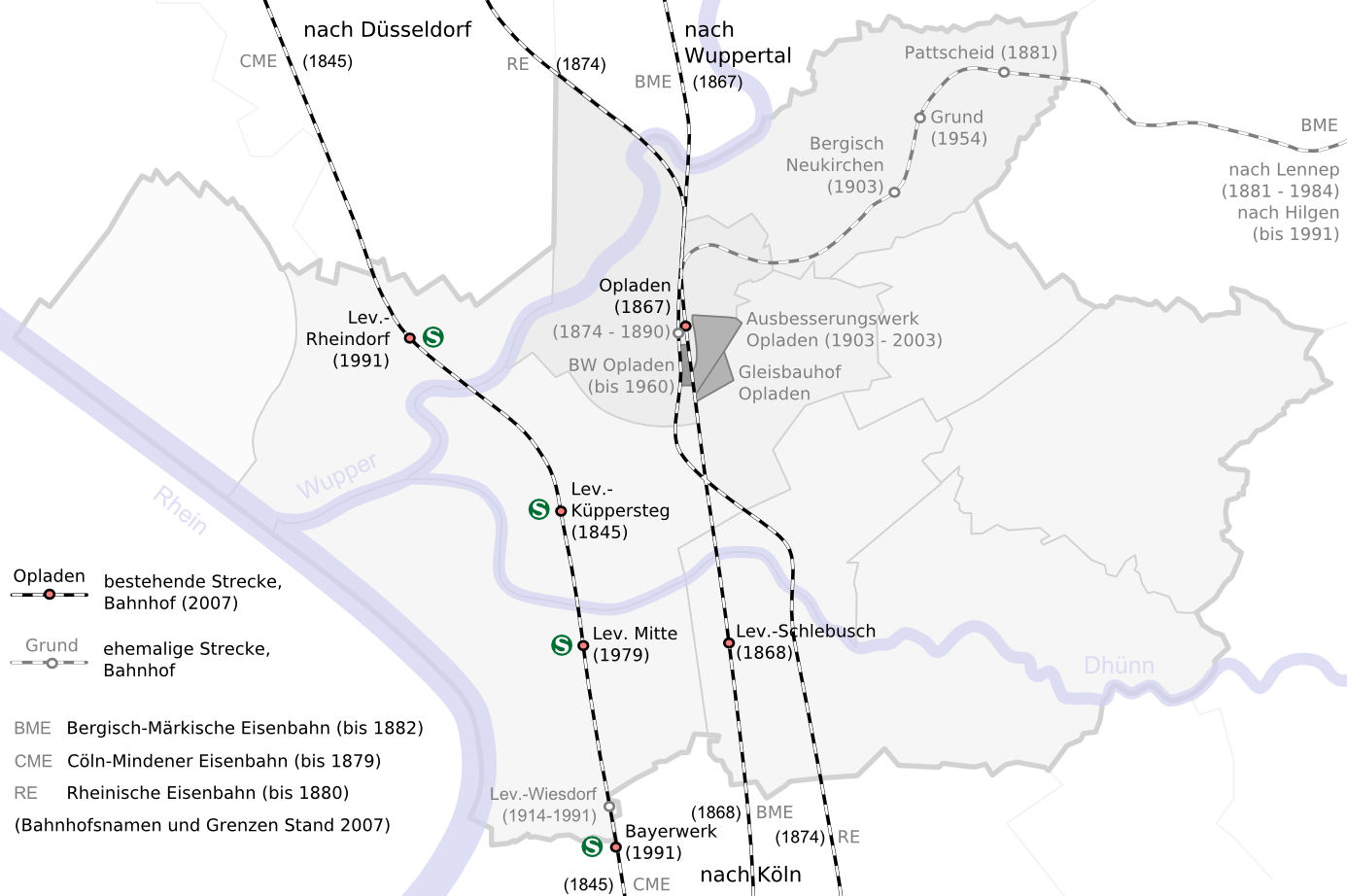
Lage und Entwicklung der Bahnanlagen in Leverkusen

Seit die Bergisch-Märkische Eisenbahn-Gesellschaft 1867 den Bahnhof Opladen eröffnete, waren die Orte Opladen und Quettingen (beide heute Stadtteile von Leverkusen) durch Bahnanlagen getrennt. 1874 kam die innerhalb von Opladen parallel verlaufende Strecke Mülheim – Troisdorf der Rheinischen Eisenbahngesellschaft mit einem eigenen Bahnhof hinzu. Weitere Anlagen wie ein Rangierbahnhof und ein Bahnbetriebswerk folgten. Beide Bahnstrecken wurden in den 1880er-Jahren von der preußischen Staatsbahn übernommen. 1903 wurde östlich der Bahnstrecken, ebenfalls zwischen Opladen und Quettingen, die Eisenbahn-Hauptwerkstätte Opladen (später Ausbesserungswerk Opladen) eröffnet, später der benachbarte Gleisbauhof. Im Ausbesserungswerk waren bis 2003 zwischen 1000 und 4000 Arbeiter und Angestellte beschäftigt.

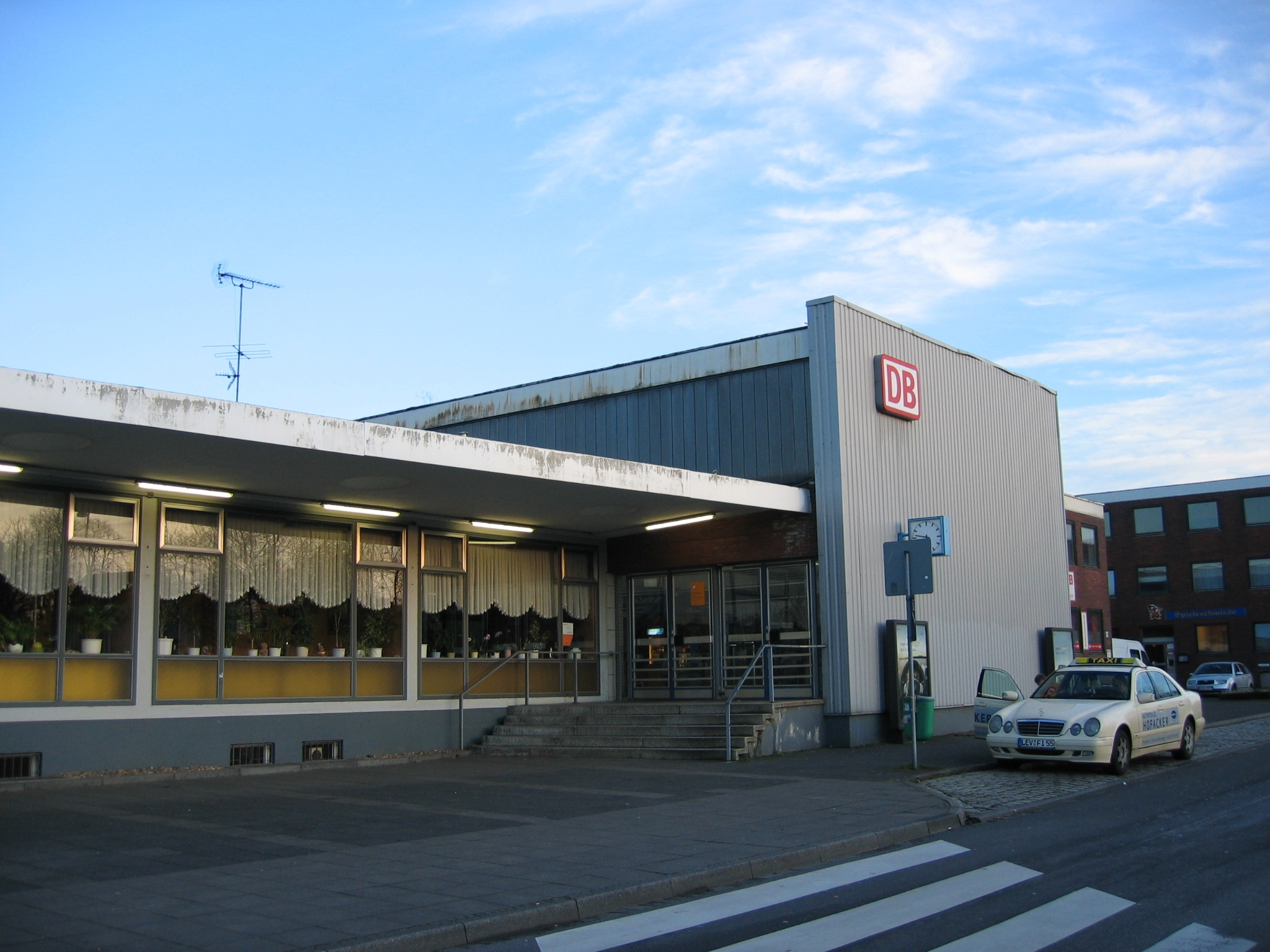
Bahnhofsgebäude Opladen (1965–2015)

Während die Bahn auf diese Weise für mehr als 100 Jahre der wichtigste Arbeitgeber Opladens wurde, nahm ihre Bedeutung seit den 1950er-Jahren stetig ab. Die von der Rheinischen Bahngesellschaft gebaute Strecke Mülheim – Troisdorf wurde nur noch für den Güterverkehr genutzt; das Bahnbetriebswerk wurde zwischen 1960 und 1969 schrittweise geschlossen, der Rangierbahnhof und der Gleisbauhof wurde in den 1990er-Jahren stillgelegt. Bereits im Jahre 2000 wurde eine städtebauliche Perspektivenwerkstatt durchgeführt, auf der erste planerische Ziele für die städtebauliche Weiterentwicklung des Bahngeländes diskutiert wurden, damals noch unter Berücksichtigung eines Weiterbetriebs des Ausbesserungswerks. Ende 2003 wurde das Ausbesserungswerk schließlich trotz heftiger Proteste der Belegschaft durch die Deutsche Bahn AG geschlossen, so dass auch dessen Fläche in die Neuplanungen mit einbezogen wurde.

## Städtebauliche Situation

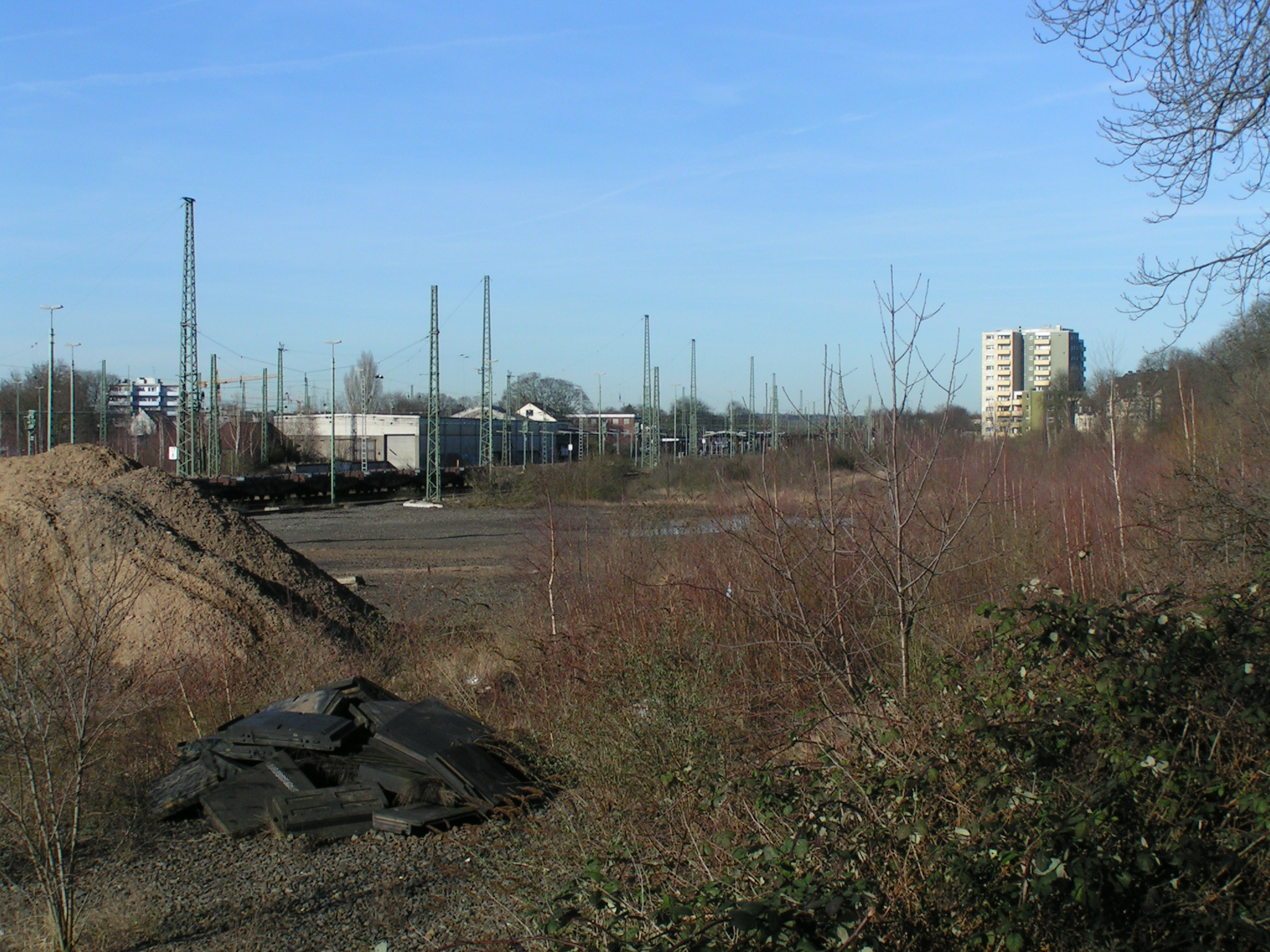
Brachliegende Fläche der ehemaligen Rangiergleise

Die städtebauliche Situation wird zurzeit (2008) dadurch charakterisiert, dass ehemalige und verbliebene Bahnanlagen zum einen die Stadtteile Opladen und Quettingen, zum anderen die verbliebene Güterzugstrecke den Bahnhof Opladen von der Opladener Innenstadt und dem benachbarten Busbahnhof trennen. War diese Trennung seinerzeit durch die Bedeutung der Bahn als Transportmittel und Arbeitgeber gerechtfertigt, sind nun große Teile der ehemaligen Bahnflächen ungenutzt und stehen zur Verbesserung der städtischen Infrastruktur und weiteren Entwicklung des Stadtteils Opladen zur Verfügung. Die Verkehrsführung für den Durchgangsverkehr im Stadtteil Opladen ist seit der Einrichtung einer Fußgängerzone in den 1970er-Jahren kompliziert. Für die meisten Gebäude des ehemaligen Ausbesserungswerks ist keine zukünftige Nutzung in Sicht. Bestrebungen, das Gelände durch Konkurrenten der Deutsche Bahn AG zu nutzen, führten zu keinem Ergebnis.

## Planungen

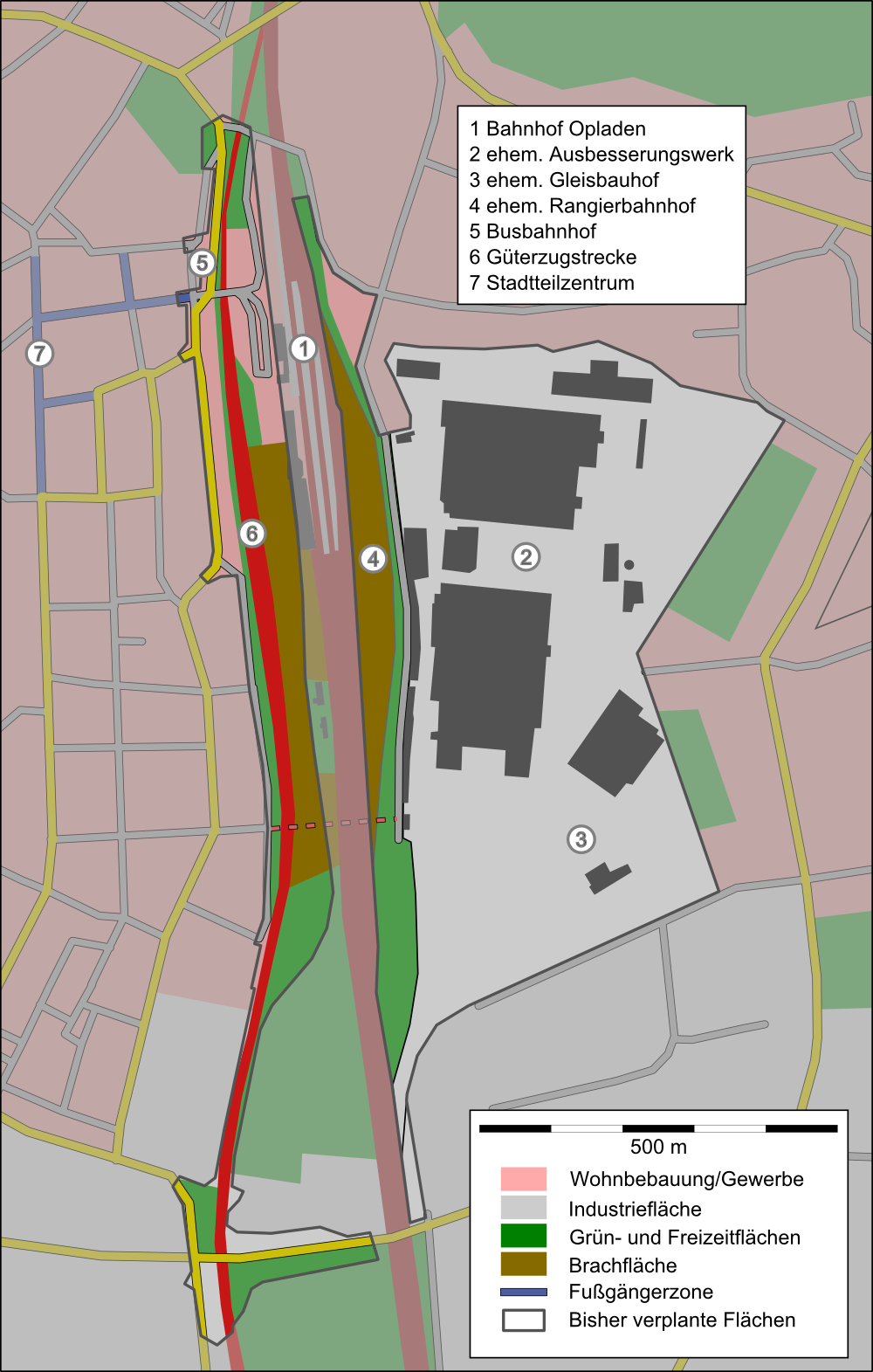
Zustand 2007

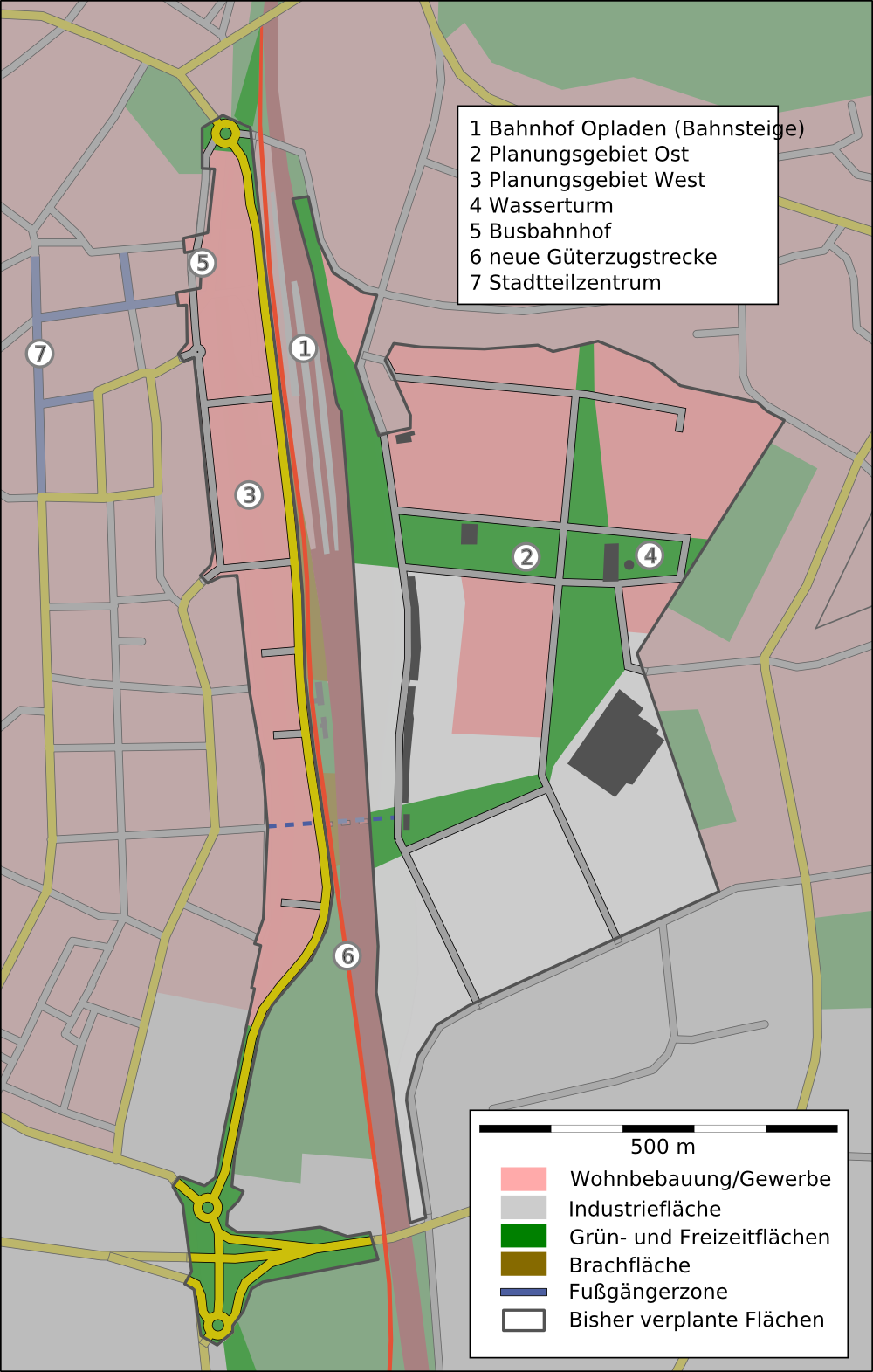
Planungen (2008)

Ziel der Planungen ist eine Belebung der Opladener Innenstadt sowie eine Neuansiedlung von Wohnbevölkerung, Gewerbebetrieben und öffentlichen Institutionen. Die Planung der Neuen Bahnstadt erfolgt in zwei Abschnitten:

### Planungsgebiet Ost
Dieser Teil des Gebietes umfasst im Wesentlichen das 44 ha große Gelände des ehemaligen Ausbesserungswerks sowie die Brachfläche der ehemaligen Rangiergleise. 2006 fand ein Architektenwettbewerb zur Umgestaltung des Geländes statt, an dem sieben Architekturbüros teilnahmen. Eine Jury aus Vertretern der Stadt, Deutsche Bahn AG und der Regionale 2010 entschied sich schließlich für den heute gültigen Entwurf. Dieser sieht vor, den größten Teil der Gebäude sowie alle Gleise des ehemaligen Ausbesserungswerks abzureißen und auf den freiwerdenden Flächen neue Straßen sowie Wohn- und Gewerbeflächen anzulegen, unterbrochen durch großzügige „grüne Achsen“. Einige kleinere Gebäude sollen erhalten bleiben; so soll der ehemalige Wasserturm des Werks zukünftig als Museum dienen. Am 10. Mai hat der Stadtrat der Stadt Leverkusen beschlossen, den denkmalgeschützten Wasserturm an die KG Altstadtfunken Opladen vun 1902 e.V. zu verkaufen. Die KG Altstadtfunken haben seitdem den Turm in Absprache mit der Denkmalschutzbehörde saniert. Der Turm wurde komplett eingerüstet, gesäubert und neu verfugt. In Ergänzung zum Wasserturm wurde ein Neubau als Kubus, mit einer Grundfläche von ca. 100 m² angebaut. Neben der Nutzung als Vereinsheim und als Ort für standesamtliche Trauungen wird der Turm auch für Feierlichkeiten, Konferenzen und Vernissagen vermietet. Am 11. November 2012 wurde der alte Wasserturm als Funkenturm durch die KG Altstadtfunken eingeweiht. Dank der finanziellen Unterstützung der Stiftung NRW, der Deutschen Stiftung Denkmalschutz und dem Land NRW konnten alle geplanten Turm-Sanierungsarbeiten in Abstimmung mit der Unteren Denkmalbehörde realisiert werden.

### Planungsgebiet West
Für diesen Teil des Geländes liegen erste Vorstellungen zur Umgestaltung vor, die aber noch nicht abgeschlossen sind. So soll durch den Abriss der bisherigen Bahnhofsgebäude die Möglichkeit geschaffen werden, die Güterzugstrecke direkt neben die Personenzugstrecke zur verlegen. Dadurch können die Innenstadt um neue Wohn- und Gewerbegebiete auf der freiwerdenden Fläche erweitert und die Trennung der Innenstadt und des Busbahnhofs vom Bahnhof aufgehoben werden. Während die Bahnsteige erhalten bleiben sollen und durch eine neue Brücke am nördlichen Bahnhofskopf anstelle der derzeitigen Unterführung mit der Innenstadt und der Lützenkirchener Straße verbunden werden sollen, ist noch unklar, ob ein neues Bahnhofsgebäude errichtet wird. Die Verkehrsführung in der Innenstadt soll mit Hilfe einer neuen Durchgangsstraße („Neue Bahnallee“) entlastet werden. Die Innenstadt soll ferner mit drei Brücken mit dem östlichen Teil der Bahnstadt verbunden werden.
Der Stadtrat von Leverkusen beschloss am 13. Mai 2013, einen Kostenanteil von 7 Millionen Euro zu einer mit der DB AG vereinbarten Verlegung der Gütergleise nach Osten parallel zur Personenzugstrecke zu übernehmen. Die neue Trasse wurde nach Abriss des Bahnhofs Opladen im Dezember 2016 in Betrieb genommen.

## Realisierung
Als erster Baustein des Großprojektes wurden zwei Fußgänger- und Radbrücken realisiert. Der Entwurf geht auf einen europaweiten Wettbewerb zurück, den die Arbeitsgemeinschaft Knippers Helbig – Knight Architects im Frühjahr 2009 gewonnen hat. Als erste Brücke wurde 2013 die Campusbrücke eröffnet, die Bahnhofsbrücke folgte im Dezember 2015. Das 1969 gebaute Bahnhofsgebäude wurde im Sommer 2015 abgerissen, um Platz für die geplante Verlegung der Gütergleisstrecke zu schaffen.

### Campus Leverkusen der TH Köln
Zum Wintersemester 2022/23 startet der Hochschulbetrieb der Fakultät für Angewandte Naturwissenschaften der TH Köln mit einem eigenen Standort in Leverkusen-Opladen. Realisiert wurde der Campus-Neubau für die Fakultät auf dem Gelände des ehemaligen Ausbesserungswerks der Deutschen Bahn in Opladen nach einem Entwurf der Architekten Augustin und Frank (Berlin). Er stellt zugleich eine Landmarke in der Neuen Bahnstadt Opladen dar. Der Aufbau der Fakultät wurde 2009 beschlossen und war anfangs im CHEMPARK Leverkusen beheimatet. Inzwischen bietet sie zwei Chemie-orientierte Bachelor- und zwei Masterstudiengänge an und ist Studienadresse für rund 800 Studierende. Hinzu kommen 25 Promovierende, die im Rahmen von kooperativen Promotionen forschen.

## Finanzieller Rahmen
Das Projekt Bahnstadt soll insgesamt ca. 120 Millionen Euro kosten, in denen 58 Millionen Euro an Zuschüssen vom Land Nordrhein-Westfalen sowie 22 Millionen Euro aus geplanten Grundstücksverkäufen enthalten sind. Regelmäßig gab es Föderbescheide der Bezirksregierung. Am 25. August 2008 stimmte der Leverkusener Stadtrat wichtigen Verträgen zur Realisierung der Bahnstadt zu.

## Kritik
Die finanzielle Realisierbarkeit des Großvorhabens wird vielfach angezweifelt. Ob die angestrebten Einnahmen durch Grundstücksverkäufe in der geplanten Höhe realisierbar sind, ist noch nicht gesichert. Politiker befürchten darüber hinaus unkalkulierbare finanzielle Risiken, sollte die stark verschuldete Stadt Leverkusen wie geplant die Haftung für mögliche, bisher unbekannte Altlasten auf dem Gelände von der Bahn übernehmen. Zu diesen Altlasten gehören Kampfmittelaltlasten, die vermutlich bei der Bombardierung des Bahnausbesserungswerks im Zweiten Weltkrieg im Boden verblieben. Weitere derartige Funde sind bereits im Zeitplan miteinkalkuliert.